# UKS Niedźwiadki MOSiR Sanok
UKS Niedźwiadki MOSiR Sanok – polski klub hokeja na lodzie z siedzibą w Sanoku.

## Historia
Klub założono w 2007 r., a zarejestrowano w 2008 r.. Jego pierwszym prezesem wybrano Tomasza Florczaka. 2 czerwca 2016 na tym stanowisku zastąpił go Marcin Ćwikła. Po jego rezygnacji, 4 czerwca 2019 nowym prezesem został Michał Radwański.
W ramach juniorskich mistrzostw Polski klub prowadził drużyny juniorów starszych (do lat 20) i juniorów młodszych (do lat 18), które domowe mecze rozgrywały na lodowisku w Arenie Sanok. Brały one również udział w Karpackiej Młodzieżowej Lidze Hokeja (CJHL), a podczas turnieju finałowego CJHL do lat 20 rozgrywanego w marcu 2019 r. w Sanoku zespół zdobył srebrny medal.
Po sezonie 2018/19 dokonano reorganizacji rozgrywek, na mocy której w edycji 2019/20 drużyny CLJ zostały włączone do seniorskiej I ligi. UKS Niedźwiadki MOSiR Sanok przystąpiły więc do zmagań na tym szczeblu.
Kontynuując dwuletnie występy seniorskiej drużyny Ciarko KH 58 Sanok w 2. lidze słowackiej (edycje: 2017/18 i 2018/19) w sezonie 2019/20 tych rozgrywek występowała drużyna pod nazwą UKS MOSiR Sanok. W sezonie zasadniczym zajęła ona 3. miejsce wśród 9 uczestników (w 16 meczach zdobywając 35 punktów za 11 zwycięstw za 3 pkt., 1 za 1 pkt. i ponosząc 6 porażek, bramki 66:47). W I rundzie fazy play-off (1/4 finału) sanoczanie ulegli 0:3 HC 19 Humenné, przegrywając poszczególne spotkania 2:4, 2:8 i 2:6. Następnie w rywalizacji o 3. miejsce Grupy B pokonali HK Bardejov w meczach 3:0 (5:4 d., 4:3, 5:1).
Latem 2024 r. wycofano drużynę z rozgrywek I ligi polskiej.

## Sezony
- CLJ 2017/18: 6. miejsce w sezonie zasadniczym[11]
- CLJ 2018/19: 1. miejsce w sezonie zasadniczym, 1. miejsce w turnieju finałowym
- CLJ 2019/20: 2. miejsce w turnieju finałowym
- CLJ 2020/21: 1. miejsce w turnieju finałowym (ex aequo)
- CLJ 2021/22: 7. miejsce
- CLJ 2022/23: 2. miejsce w turnieju finałowym
- I liga 2019/20: 4. miejsce w sezonie zasadniczym[12][13]
- 2. liga słowacka 2019/20: 3. w Grupie B w sezonie zasadniczym, 3. po fazie play-off
- I liga 2020/21: 4. miejsce w sezonie zasadniczym[14]
- I liga 2021/22: 7. miejsce w sezonie zasadniczym, 1. miejsce w play-off
- I liga 2022/23: 6. miejsce w sezonie zasadniczym, 1. miejsce w play-off

## Osiągnięcia
- Srebrny medal na XV OOM w kategorii junior młodszy: 2019[15][16]
- Złoty medal mistrzostw Polski juniorów starszych: 2019[17][18], 2021 (ex aequo)[19]
- Srebrny medal mistrzostw Polski żaków starszych: 2019[20], 2020[21]
- Złoty medal na XVII OOM w Sportach Zimowych w kat. junior młodszy Śląsk 2021[22]
- Złoty medal mistrzostw Polski juniorów młodszych: 2021[23]
- Srebrny medal mistrzostw Polski juniorów starszych: 2020[21] 2023[24]
- Złoty medal I ligi (MHL): 2022[25], 2023[26]

## Link zewnętrzny
- Oficjalna strona internetowa